# Twierdza Kamerlengo
Twierdza Kamerlengo (chorw. Kaštel Kamerlengo) – zamek z XV wieku w Trogirze w Chorwacji, część zabytkowego miasta Trogir – obiektu z listy światowego dziedzictwa UNESCO; współcześnie muzeum.

## Historia
W 1420 roku Trogir został zdobyty przez Republikę Wenecką. Twierdza została wzniesiona przez mistrza budowlanego Marina Radojeva według projektu inżyniera wojskowego Lorenza Pincina z Bergamo w latach 1424–1437 w celu ochrony nabrzeża miasta. Nazwa pochodzi od nazwy komornika, szambelana miasta (wł. camerlengo) z czasów Republiki Weneckiej. Twierdza służyła za magazyn wojskowy, mieściła także wytwórnię oleju. W XIX wieku wyburzono zabudowę znajdującą się na dziedzińcu twierdzy tj. budynki dla kasztelana i załogi oraz kaplicę św. Marka. Obiekt współcześnie jest atrakcją turystyczną, stanowi muzeum; po gruntownej rewitalizacji mury obronne zostały udostępnione dla turystów. Wieża jest wykorzystywana jako punkt widokowy. W miesiącach letnich twierdza jest miejscem występów artystycznych i imprez.

## Architektura
Twierdza została wzniesiona w południowo-zachodnim narożniku miasta. Powstała na planie czworoboku. Główna dziewięcioboczna wieża ma wysokość 20,5 m i wzniesiono ją na starszej konstrukcji genueńskiej – wieży Veriga z 1380 roku. Mury zaopatrzono w machikuły i blanki. Umieszczono na nich wizerunki herbów admirała Pietra Loredana, doży Francesca Foscariego i księcia Magdalena Contariniego.
Za murami twierdzy na dziedzińcu znajdowały się budynki dla kasztelana i jego załogi oraz kaplica św. Marka. Pierwotnie obiekt był otoczony fosą od północy i wschodu; od północy znajdowało się wejście główne z mostem zwodzonym. Obecnie od północy do twierdzy przylega Batarija – boisko do piłki nożnej.

## Galeria

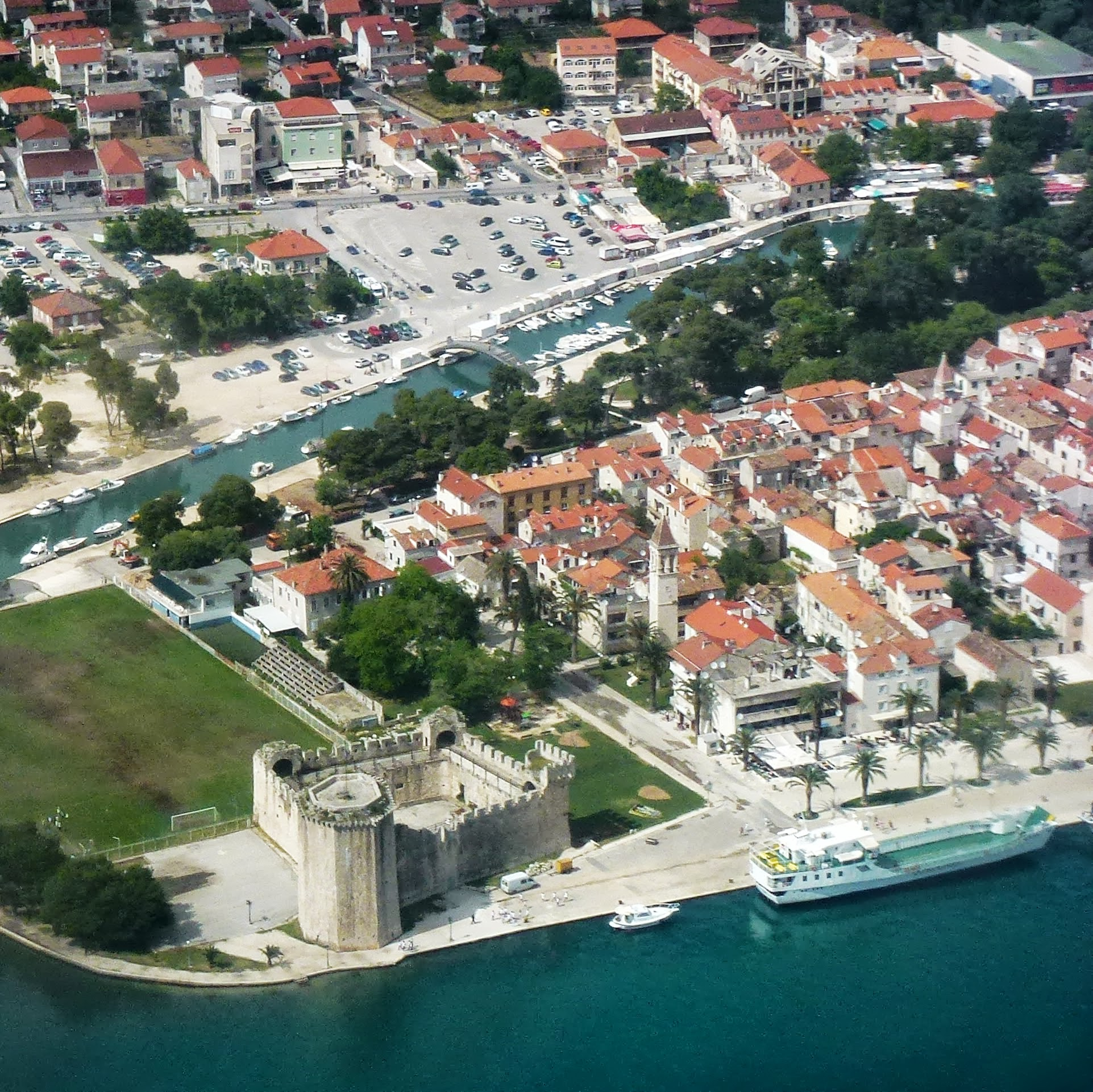
Widok z lotu ptaka
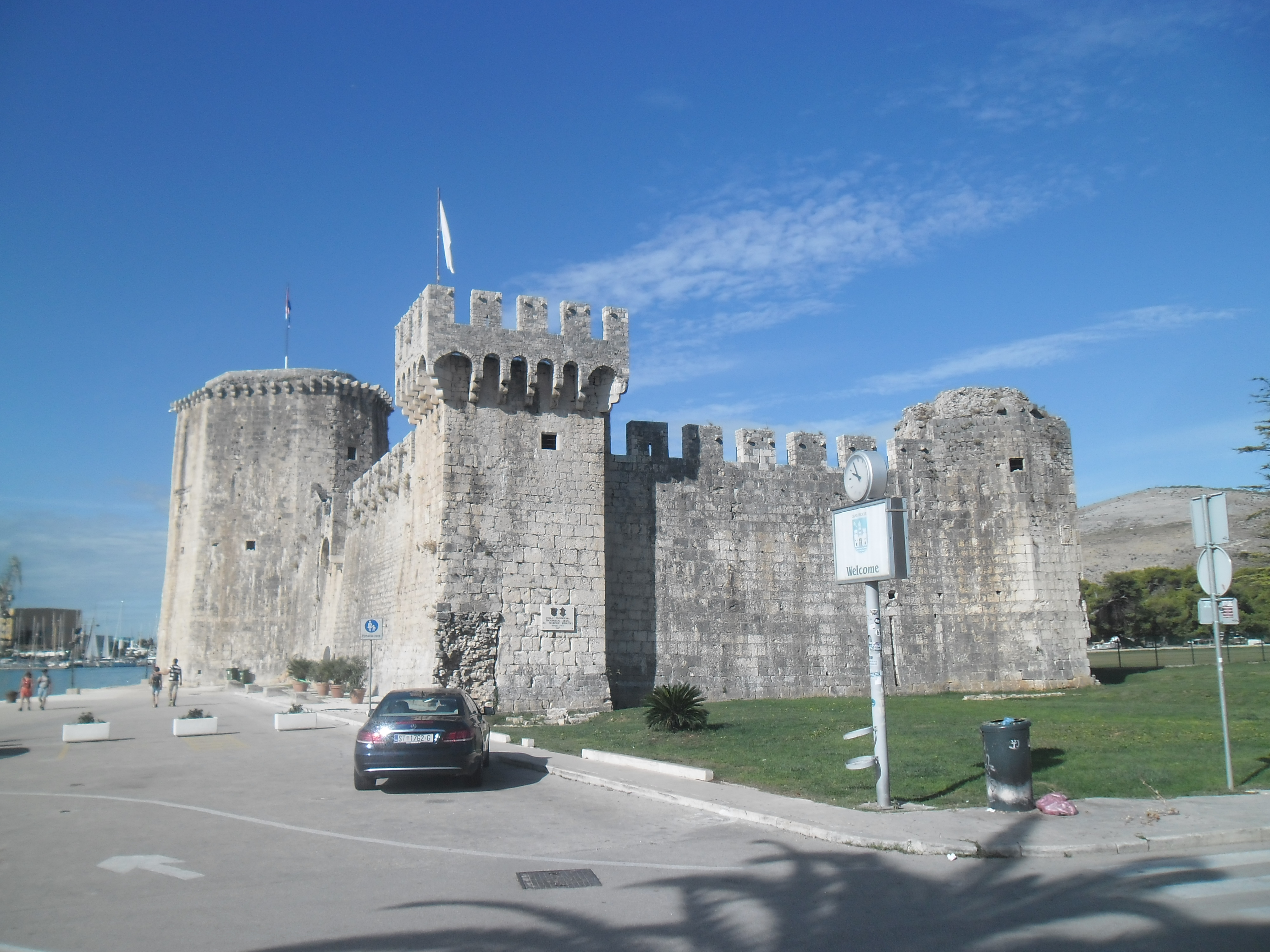
Widok od strony lądu (2017)
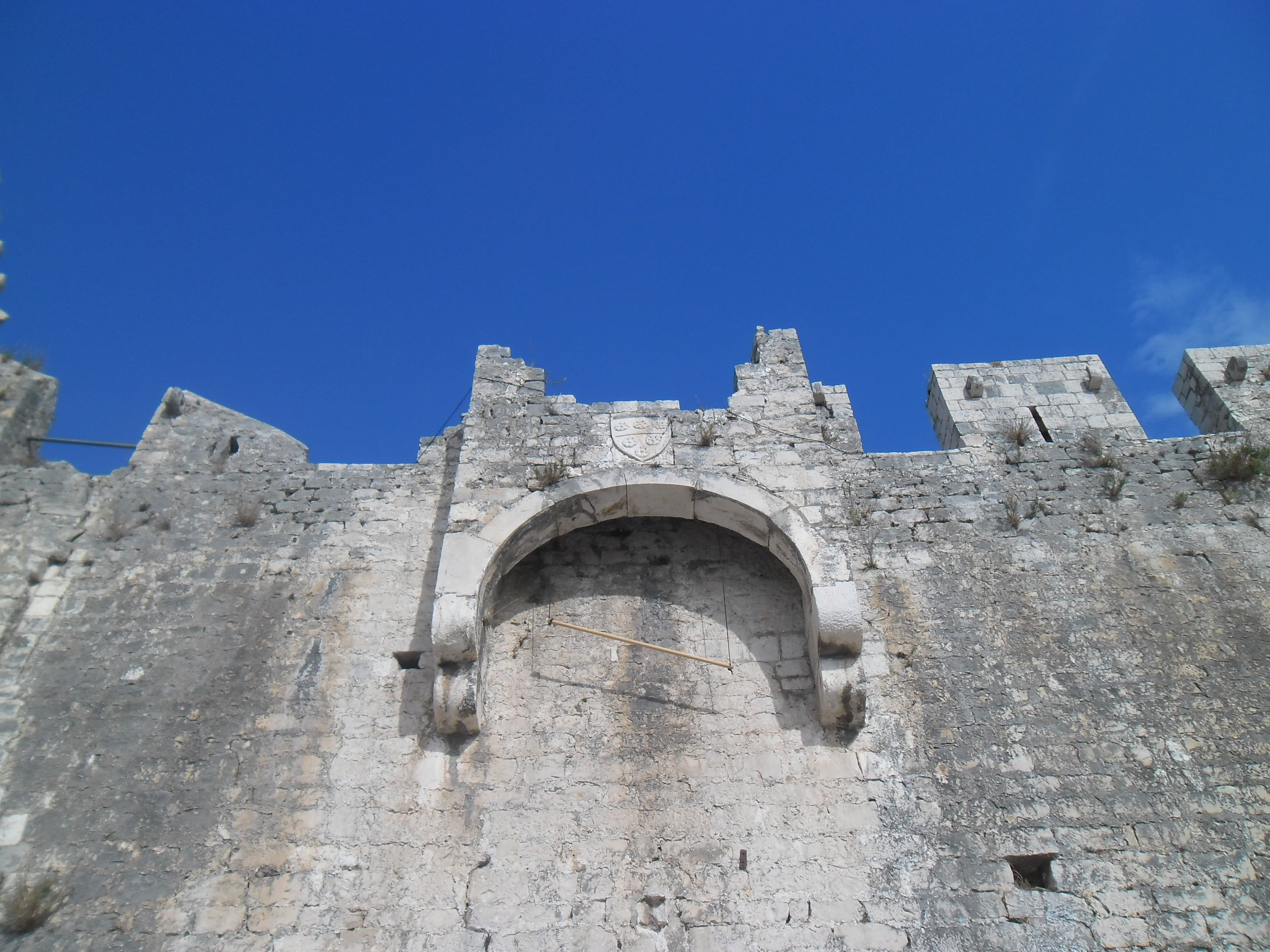
Fragment murów z herbem Pietra Loredana
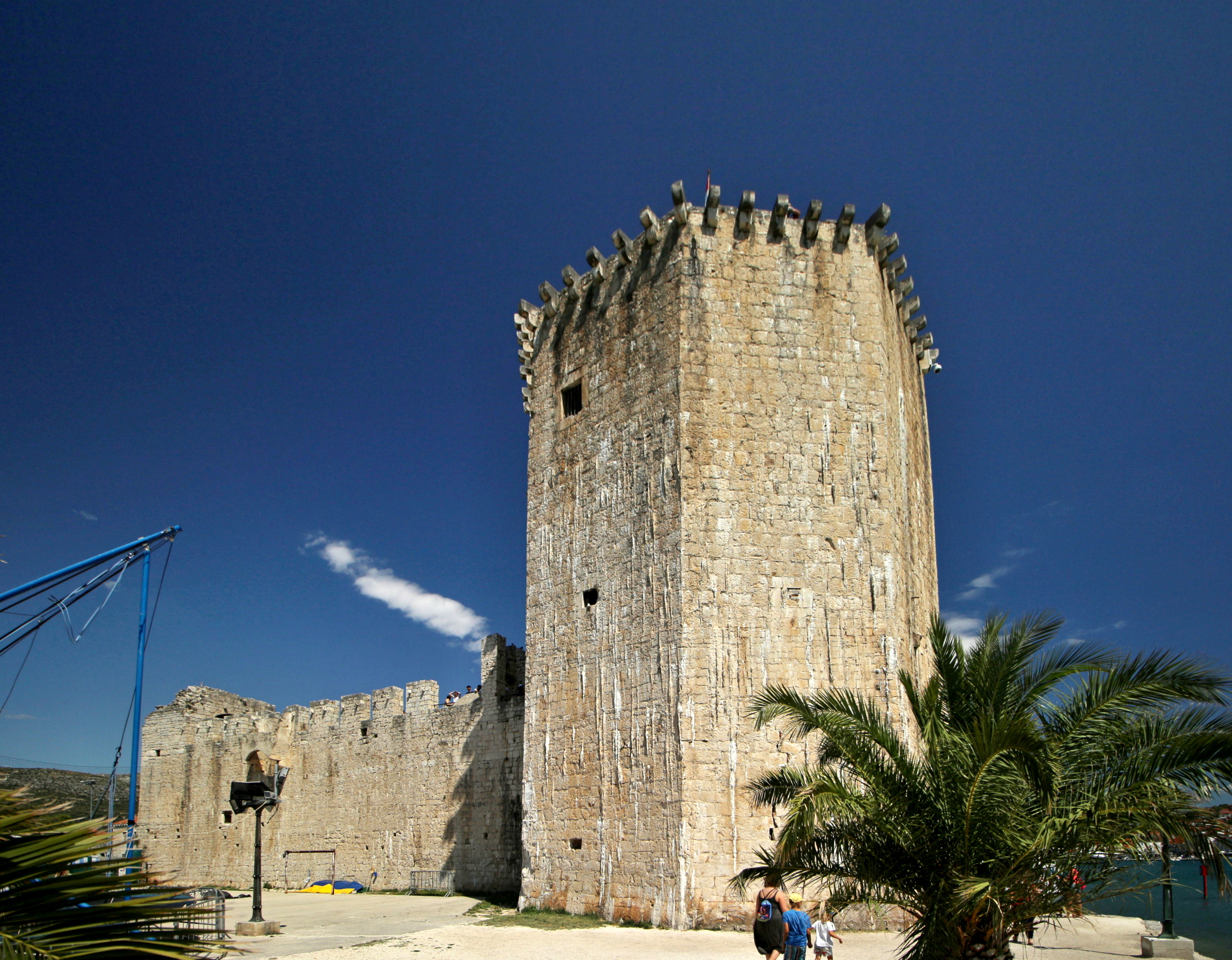
Główna wieża
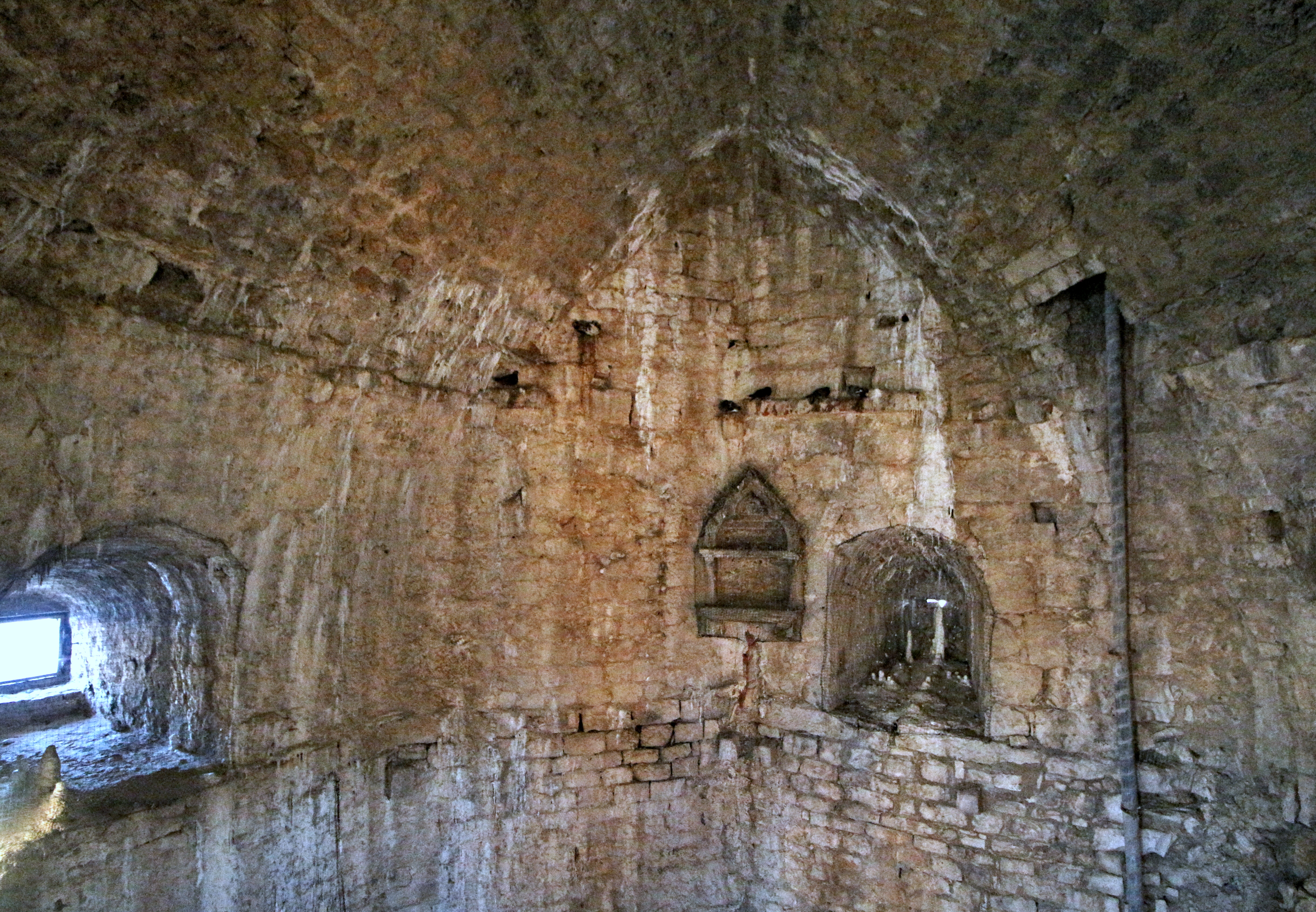
Wnętrze wieży
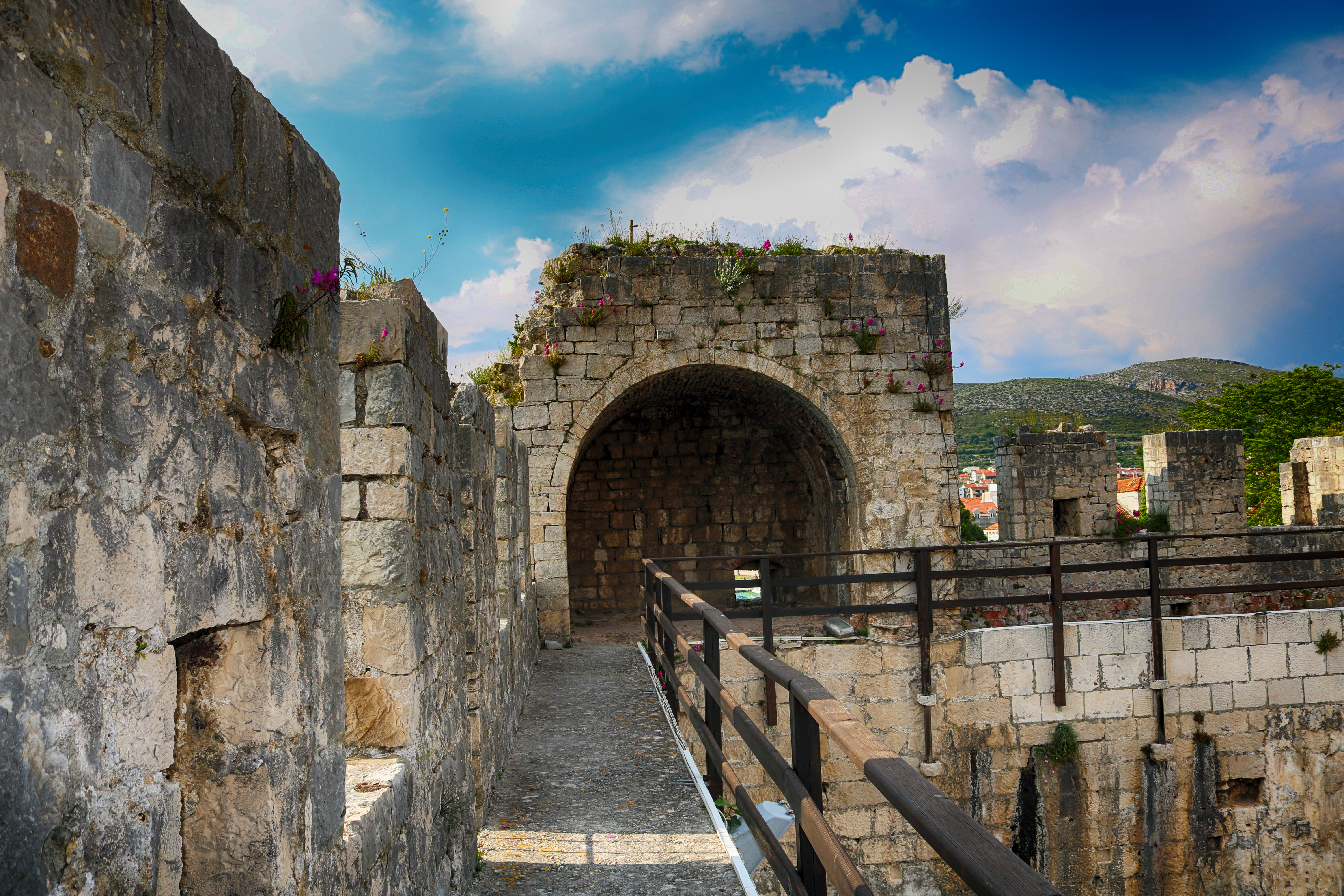
Narożnik murów obronnych
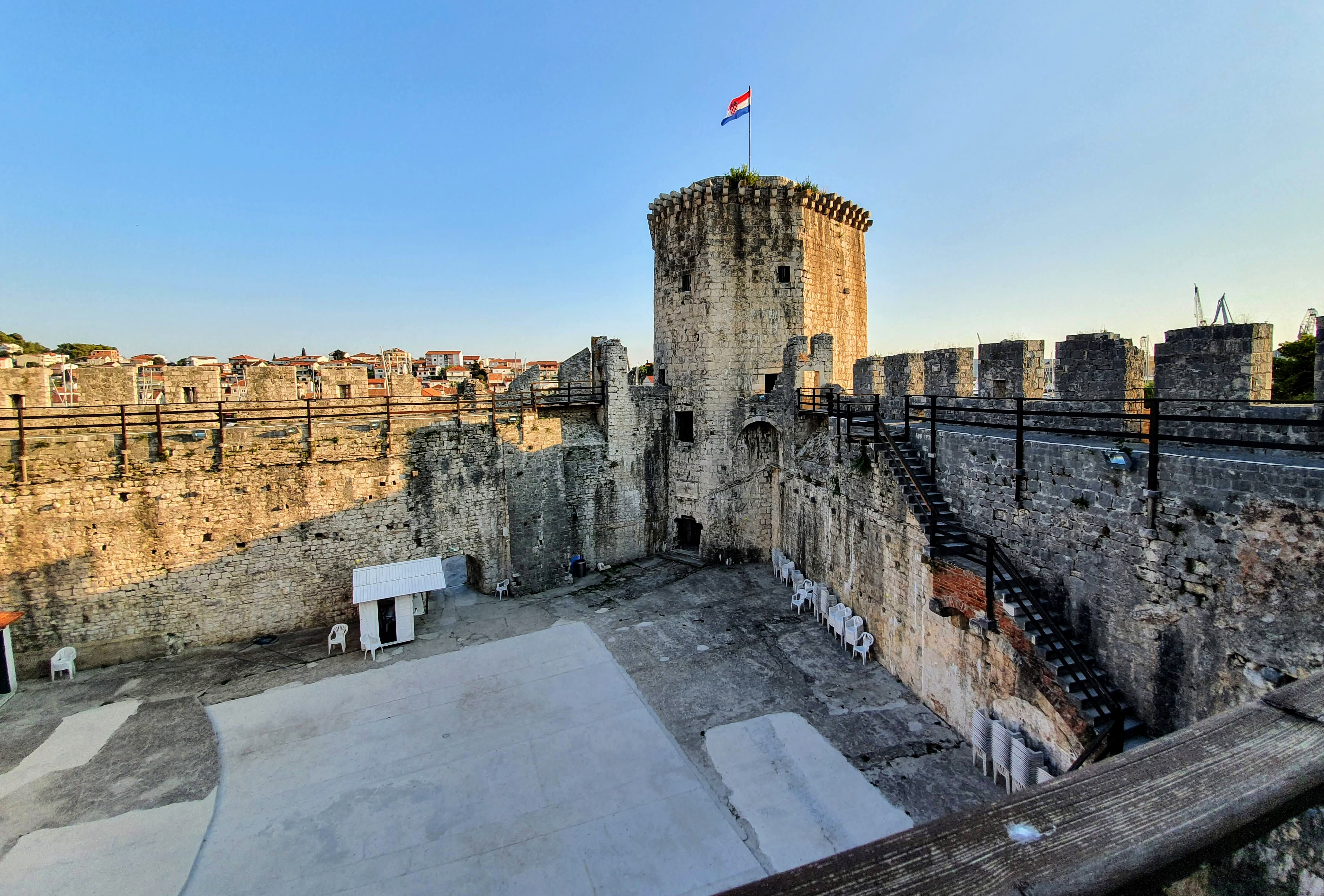
Dziedziniec
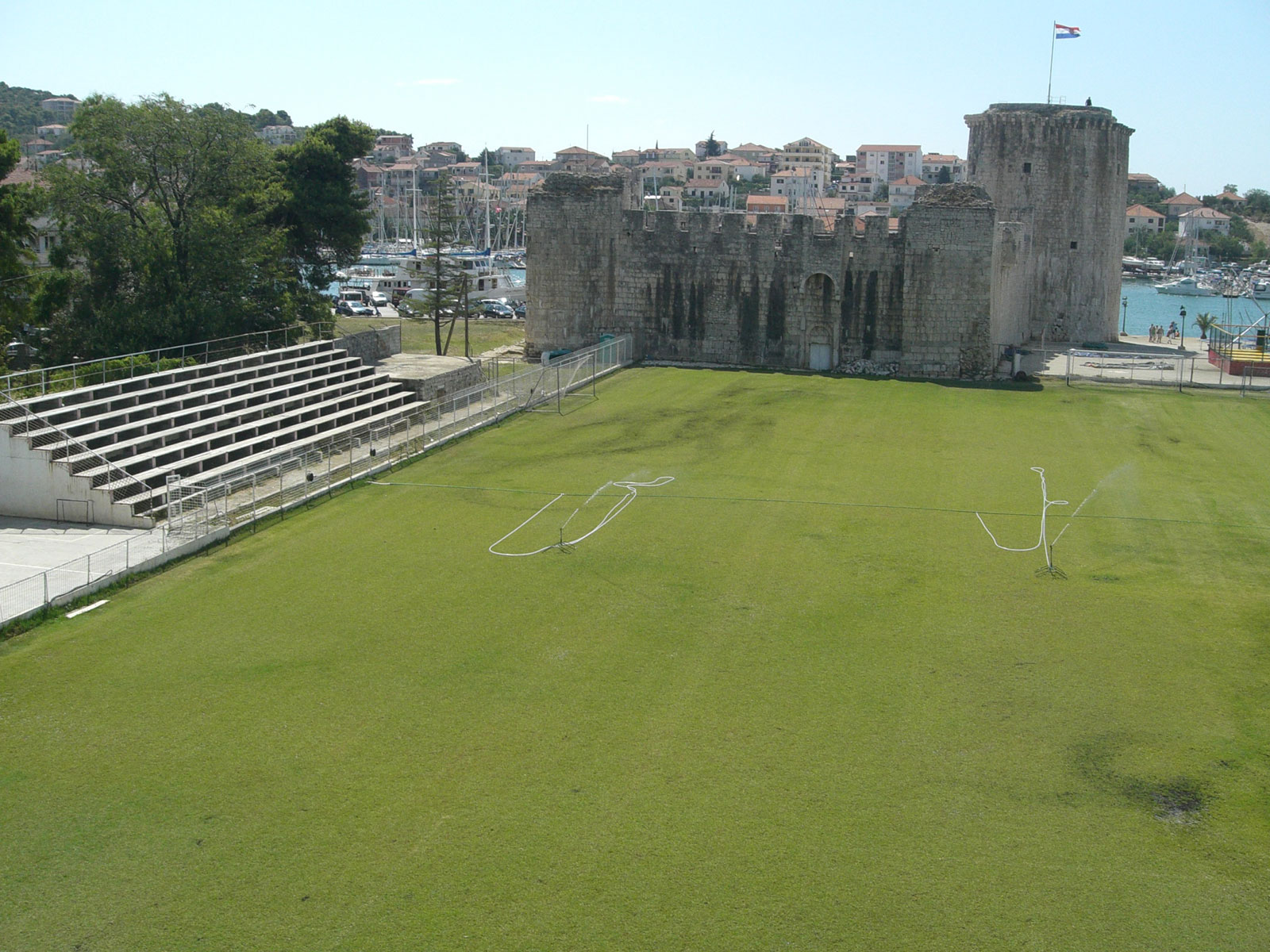
Boisko za twierdzą